# Sisyrinchium longipes
Sisyrinchium longipes är en irisväxtart som först beskrevs av Eugene Pintard Bicknell, och fick sitt nu gällande namn av Thomas Henry Kearney och Robert Hibbs Peebles. Sisyrinchium longipes ingår i släktet gräsliljor, och familjen irisväxter. Inga underarter finns listade i Catalogue of Life.